# 萨德尔·扎帕罗夫
萨德尔·努尔戈若耶维奇·扎帕罗夫（發音：[sɑtɯ́ɾ nʊɾʁot͡ɕó‿uːɫʊ́ t͡ɕɑpʰɑɾəɸ]；1968年12月6日—），吉尔吉斯斯坦政治人物。2021年1月28日就任吉尔吉斯斯坦总统，2020年曾经担任吉尔吉斯斯坦总理兼代总统。

## 生平
1968年生于吉尔吉斯苏维埃社会主义共和国伊塞克湖州秋普区。1986年中学毕业后进入伏龙芝体育大学学习，期间服过兵役。2001年至2005年担任巴雷克奇光明油气公司总经理。2005年当选最高议会议员。2006年毕业于吉尔吉斯-俄罗斯斯拉夫大学法律系。2007年至2009年担任吉尔吉斯斯坦总统库尔曼别克·巴基耶夫的顾问。2008年至2010年担任吉尔吉斯斯坦全国预防腐败局局长。2010年至2013年担任最高议会议员。
2013年10月7日，扎帕罗夫在伊塞克湖州卡拉科尔市组织集会，一些参与者将时任该州政府全权代表埃米尔·卡普塔加耶夫劫持为人质。2017年3月25日，扎帕罗夫在吉尔吉斯斯坦与哈萨克斯坦边境被捕，并被提起诉讼。同年8月2日，法院以绑架罪判处扎帕罗夫11年零6个月监禁。此后，他的支持者曾多次在比什凯克的阿拉套广场举行集会，要求政府释放扎帕罗夫。2020年10月6日清晨，示威者闯入监狱，释放了包括扎帕罗夫在内的数名反对派成员。同日，吉尔吉斯斯坦最高议会投票通过任命扎帕罗夫为代总理，4日後正式就任總理。但在13日，總統索隆拜·熱恩別科夫以國會以代理人投票為由拒絕任命他，惟翌日其職位重新獲國會指名、熱恩別科夫任命。
在他就任總理僅一日，熱恩別科夫便受群眾壓力請辭總统。由於順位第一的國會議長拒絕代行總統職權，扎帕罗夫得以代行總統職權。不到一个月后，扎帕罗夫宣布辞去代总统职务，以便参加于2021年1月举行的总统选举，繼而大勝就職。

## 轶事
2025年2月5日扎帕罗夫与中共中央总书记兼中国国家主席习近平在北京人民大会堂举行会谈，会谈后在签署《中华人民共和国和吉尔吉斯斯坦共和国关于深化新时代全面战略伙伴关系的联合声明》时，扎帕罗夫误将手中的国书拿反，吉尔吉斯斯坦国徽被倒置，而习近平手中的国书是正常放置的。